# ویرکرلمپودور
ویرکرلمپودور (به انگلیسی: Veerakeralampudur) یک زیستگاه انسانی در هند است که در Tirunelveli district واقع شده‌است.

## خصوصیات
ویرکرلمپودور ۶٬۴۸۳ نفر جمعیت دارد.